# Good Vibes - The Very Best of Laid Back
Good Vibes - The Very Best of Laid Back är ett samlingsalbum av Laid Back, utgivet den 31 oktober 2008.

## Låtförteckning

### CD 1
1. Maybe I'm Crazy (Single original version)
2. Sunshine Reggae (Original Mix '82)
3. High Society Girl
4. White Horse
5. Elevator Boy
6. One Life
7. I'm Hooked
8. It's A Shame
9. Bakerman
10. Highway of Love
11. Bet It On You
12. I Can't Live Without Love
13. Groovie Train
14. Why Is Everybody In Such A Hurry? ('95 mix)
15. Key To Life
16. Feels Like Heaven
17. Beautiful Day (Radio Edit)
18. People (Radio Edit)
19. Happy Dreamer
20. So This Is X-mas

### CD 2
1. Roger (Steve Mac Remix)
2. Sunshine Reggae (12" Version)
3. White Horse (U.S. Edit)
4. High Society Girl (Long Dub Version)
5. One Life (Shep Pettibone Velvet Spike Mix)
6. I'm Hooked (Shep Pettibone US Dance Mix)
7. It's A Shame (M&M Remix)
8. Bakerman (Cutfather & Soulshock Remix)
9. Sunshine Reggae (Club) (Funkstar's Pool Party De Luxe Mix)
10. Beautiful Day (Banzai Republic vs. Trentemøller)
11. People (Banzai Republic vs. Trentemøller)
12. Happy Dreamer (DJ Disses Happy Horse Mix)